# 刘枢机
刘枢机（1939年4月—），男，陕西西安人，中华人民共和国政治人物，曾任陕西省水利水土保持厅厅长，陕西省总工会主席，陕西省人大常委会副主任。

## 外部連結
- 陕西省人民代表大会常务委员会,人民日报社出版，2000年 （页面存档备份，存于）
- 陕西省总工会－ (吴斯全) （页面存档备份，存于）